# Umbreon
Umbreon is een evolutie van Eevee uit de tweede generatie van Pokémon.
Eevee evolueert tot Umbreon wanneer diens vriendschapsniveau het maximum heeft bereikt, en een niveau omhoog gaat wanneer het avond is (of in Pokémon XD: Gale of Darkness bij gebruik van een Moon Shard). Wanneer Eevee overdag evolueert, wordt deze een Espeon. Umbreon is een Dark-type en is een van de twee starter-Pokémon in Pokémon Colosseum, samen met Espeon.
In Pokémon Go evolueert Eevee tot Umbreon wanneer de speler minimaal 10 km heeft gelopen met de desbetreffende Eevee als buddy, waarna de speler het evolueert met Candies.

## Ruilkaartspel
Umbreon in het ruilkaartspel is een Darkness-Pokémon, stage 1 geëvolueerd van Eevee. Umbreon heeft ook een Theme Deck, genaamd NightFall Theme Deck.

### Umbreonkaarten
| Type     | Naam       | Set              | Nummer  | Zeldzaamheid symbool |
| -------- | ---------- | ---------------- | ------- | -------------------- |
| Darkness | Umbreon    | Aquapolis        | 29      | Holo Rare            |
| Darkness | Umbreon ex | EX Unseen Forces | 112/115 | Ultra Rare           |